# Bregje de Brouwer
Bregje Maria de Brouwer (9 de marzo de 1999) es una deportista neerlandesa que compite en natación sincronizada. Es hermana gemela de la también nadadora sincronizada Noortje de Brouwer.
Participó en dos Juegos Olímpicos de Verano en los años 2020 y 2024, obteniendo una medalla de bronce en París 2024 en la prueba dúo. En los Juegos Europeos de Cracovia 2023 consiguió una medalla de plata.
Ganó una medalla de plata en el Campeonato Mundial de Natación de 2024 y dos medallas de oro en el Campeonato Europeo de Natación de 2024.

## Palmarés internacional
| Juegos Olímpicos   | Juegos Olímpicos   | Juegos Olímpicos  | Juegos Olímpicos |
| Año                | Lugar              | Medalla           | Prueba           |
| ------------------ | ------------------ | ----------------- | ---------------- |
| 2024               | París (Francia)    | Medalla de bronce | Dúo              |
| Campeonato Mundial |                    |                   |                  |
| Año                | Lugar              | Medalla           | Prueba           |
| 2024               | Doha (Catar)       | Medalla de plata  | Dúo libre        |
| Juegos Europeos    |                    |                   |                  |
| Año                | Lugar              | Medalla           | Prueba           |
| 2023               | Oświęcim (Polonia) | Medalla de plata  | Dúo técnico      |
| Campeonato Europeo |                    |                   |                  |
| Año                | Lugar              | Medalla           | Prueba           |
| 2024               | Belgrado (Serbia)  | Medalla de oro    | Dúo técnico      |
| 2024               | Belgrado (Serbia)  | Medalla de oro    | Dúo libre        |